# 2017-es női vízilabda-világbajnokság
A 2017-es női vízilabda-világbajnokságot Magyarországon, Budapesten rendezték július 16. és 28. között. A címvédő az Amerikai Egyesült Államok válogatottja volt, amely megnyerte a tornát, története során ötödik alkalommal. A magyar válogatott az ötödik helyen végzett.
A mérkőzések a Hajós Alfréd Nemzeti Sportuszodában voltak.

## Részt vevő csapatok
A következő csapatok vettek részt a 2017-es női vízilabda-világbajnokságon:
| Esemény                                | Helyszín            | Kvóta | Csapat                                        |
| -------------------------------------- | ------------------- | ----- | --------------------------------------------- |
| Rendező                                | -                   | 1     | Magyarország                                  |
| 2016-os női vízilabda-világliga        | 2016. június 12.    | 2     | Egyesült Államok · Spanyolország              |
| 2016. évi nyári olimpiai játékok       | 2016. augusztus 19. | 4     | Olaszország · Oroszország · Ausztrália · Kína |
| 2016-os női vízilabda-Európa-bajnokság | 2016. január 22.    | 3     | Hollandia · Görögország · Franciaország       |
| Ázsia                                  |                     | 2     | Japán · Kazahsztán                            |
| Afrika                                 |                     | 1     | Dél-afrikai Köztársaság                       |
| Óceánia                                |                     | 1     | Új-Zéland                                     |
| Amerika                                |                     | 2     | Kanada · Brazília                             |

## Sorsolás
A 16 csapatot a sorsoláshoz négy kalapba sorolták. A sorsolás 2017. február 24-én volt Budapesten a Sofitel Hotelben. A sorolást Szívós István, Kiss Szofi, Szalkay Orsolya, Vári Attila, Madaras Norbert, Kormos Villő, Drávucz Rita és  Gyurta Dániel végezte el.
| 1. kalap                                                    | 2. kalap                                        | 3. kalap                                           | 4. kalap                                            |
| ----------------------------------------------------------- | ----------------------------------------------- | -------------------------------------------------- | --------------------------------------------------- |
| Egyesült Államok · Olaszország · Oroszország · Magyarország | Spanyolország · Ausztrália · Kanada · Hollandia | Brazília · Görögország · Franciaország · Új-Zéland | Dél-afrikai Köztársaság · Japán · Kazahsztán · Kína |

## Lebonyolítás
A vb-n 16 ország válogatottja vett részt. A csapatokat 4 darab 4 csapatból álló csoportokba sorsolták. A csoportmérkőzések után a negyedik helyezettek a 13–16. helyért játszottak. Az első helyezettek közvetlenül az negyeddöntőbe, a második és harmadik helyezettek a nyolcaddöntőbe jutottak. A negyeddöntőtől egyenes kieséses rendszerben folytatódott a világbajnokság.

## Csoportkör

### A csoport
| Hely. | Csapat      | M | Gy | D | V | G+ | G– | Gk  | P | Továbbjutás                   |
| ----- | ----------- | - | -- | - | - | -- | -- | --- | - | ----------------------------- |
| 1.    | Olaszország | 3 | 3  | 0 | 0 | 43 | 16 | +27 | 6 | Továbbjutott a negyeddöntőbe  |
| 2.    | Kanada      | 3 | 2  | 0 | 1 | 29 | 26 | +3  | 4 | Továbbjutott a nyolcaddöntőbe |
| 3.    | Kína        | 3 | 1  | 0 | 2 | 27 | 28 | −1  | 2 | Továbbjutott a nyolcaddöntőbe |
| 4.    | Brazília    | 3 | 0  | 0 | 3 | 14 | 45 | −31 | 0 |                               |

| 2017. július 16. 9:30 | Olaszország          | 10–4        | Kanada   | Hajós Alfréd Nemzeti Sportuszoda, Budapest Játékvezetők: Szergej Naumov (RUS), Benjamin Mercier (FRA) |
| 2017. július 16. 9:30 | (1–2, 2–0, 3–0, 4–2) |             |          | Hajós Alfréd Nemzeti Sportuszoda, Budapest Játékvezetők: Szergej Naumov (RUS), Benjamin Mercier (FRA) |
| 2017. július 16. 9:30 | Bianconi 4           | Jegyzőkönyv | Eggens 2 | Hajós Alfréd Nemzeti Sportuszoda, Budapest Játékvezetők: Szergej Naumov (RUS), Benjamin Mercier (FRA) |

| 2017. július 16. 10:50 | Brazília             | 4–11        | Kína       | Hajós Alfréd Nemzeti Sportuszoda, Budapest Játékvezetők: Daniel Flahive (AUS), Frank Ohme (GER) |
| 2017. július 16. 10:50 | (2–4, 0–2, 2–1, 0–4) |             |            | Hajós Alfréd Nemzeti Sportuszoda, Budapest Játékvezetők: Daniel Flahive (AUS), Frank Ohme (GER) |
| 2017. július 16. 10:50 | négy játékos 1       | Jegyzőkönyv | Csang C. 3 | Hajós Alfréd Nemzeti Sportuszoda, Budapest Játékvezetők: Daniel Flahive (AUS), Frank Ohme (GER) |

| 2017. július 18. 18:50 | Kína                 | 8–9         | Kanada         | Hajós Alfréd Nemzeti Sportuszoda, Budapest Játékvezetők: Adrian Alexandrescu (ROU), Vojin Putniković (SRB) |
| 2017. július 18. 18:50 | (1–1, 4–2, 0–5, 3–1) |             |                | Hajós Alfréd Nemzeti Sportuszoda, Budapest Játékvezetők: Adrian Alexandrescu (ROU), Vojin Putniković (SRB) |
| 2017. július 18. 18:50 | Tunhan, Csing Cs. 2  | Jegyzőkönyv | négy játékos 2 | Hajós Alfréd Nemzeti Sportuszoda, Budapest Játékvezetők: Adrian Alexandrescu (ROU), Vojin Putniković (SRB) |

| 2017. július 18. 21:30 | Olaszország          | 18–4        | Brazília  | Hajós Alfréd Nemzeti Sportuszoda, Budapest Játékvezetők: Matan Schwartz (ISR), Viktor Salnichenko (KAZ) |
| 2017. július 18. 21:30 | (5–1, 6–1, 4–1, 3–1) |             |           | Hajós Alfréd Nemzeti Sportuszoda, Budapest Játékvezetők: Matan Schwartz (ISR), Viktor Salnichenko (KAZ) |
| 2017. július 18. 21:30 | Emmolo, Palmieri 4   | Jegyzőkönyv | Zablith 2 | Hajós Alfréd Nemzeti Sportuszoda, Budapest Játékvezetők: Matan Schwartz (ISR), Viktor Salnichenko (KAZ) |

| 2017. július 20. 13:30 | Olaszország          | 15–8        | Kína   | Hajós Alfréd Nemzeti Sportuszoda, Budapest Játékvezetők: Szergej Naumov (RUS), Georgios Stavridis (GRE) |
| 2017. július 20. 13:30 | (3–2, 4–2, 6–0, 2–4) |             |        | Hajós Alfréd Nemzeti Sportuszoda, Budapest Játékvezetők: Szergej Naumov (RUS), Georgios Stavridis (GRE) |
| 2017. július 20. 13:30 | Aiello, Palmieri 3   | Jegyzőkönyv | Csen 3 | Hajós Alfréd Nemzeti Sportuszoda, Budapest Játékvezetők: Szergej Naumov (RUS), Georgios Stavridis (GRE) |

| 2017. július 20. 17:30 | Brazília             | 6–16        | Kanada      | Hajós Alfréd Nemzeti Sportuszoda, Budapest Játékvezetők: Daniel Daners (URU), Benjamin Mercier (FRA) |
| 2017. július 20. 17:30 | (2–4, 2–4, 1–4, 1–4) |             |             | Hajós Alfréd Nemzeti Sportuszoda, Budapest Játékvezetők: Daniel Daners (URU), Benjamin Mercier (FRA) |
| 2017. július 20. 17:30 | Ferreira 3           | Jegyzőkönyv | Christmas 5 | Hajós Alfréd Nemzeti Sportuszoda, Budapest Játékvezetők: Daniel Daners (URU), Benjamin Mercier (FRA) |

### B csoport
| Hely. | Csapat                  | M | Gy | D | V | G+ | G– | Gk  | P | Továbbjutás                   |
| ----- | ----------------------- | - | -- | - | - | -- | -- | --- | - | ----------------------------- |
| 1.    | Egyesült Államok        | 3 | 3  | 0 | 0 | 58 | 17 | +41 | 6 | Továbbjutott a negyeddöntőbe  |
| 2.    | Spanyolország           | 3 | 2  | 0 | 1 | 35 | 17 | +18 | 4 | Továbbjutott a nyolcaddöntőbe |
| 3.    | Új-Zéland               | 3 | 1  | 0 | 2 | 17 | 38 | −21 | 2 | Továbbjutott a nyolcaddöntőbe |
| 4.    | Dél-afrikai Köztársaság | 3 | 0  | 0 | 3 | 11 | 49 | −38 | 0 |                               |

| 2017. július 16. 12:10 | Új-Zéland               | 2–10        | Spanyolország | Hajós Alfréd Nemzeti Sportuszoda, Budapest Játékvezetők: Viktor Salnichenko (KAZ), Molnár Péter (HUN) |
| 2017. július 16. 12:10 | (0–3, 1–1, 0–2, 1–4)    |             |               | Hajós Alfréd Nemzeti Sportuszoda, Budapest Játékvezetők: Viktor Salnichenko (KAZ), Molnár Péter (HUN) |
| 2017. július 16. 12:10 | Lopes da Silva, Mason 1 | Jegyzőkönyv | Leitón 3      | Hajós Alfréd Nemzeti Sportuszoda, Budapest Játékvezetők: Viktor Salnichenko (KAZ), Molnár Péter (HUN) |

| 2017. július 16. 13:30 | Dél-afrikai Köztársaság | 2–24        | Egyesült Államok | Hajós Alfréd Nemzeti Sportuszoda, Budapest Játékvezetők: Diego Garibaldi (ARG), Daniel Daners (URU) |
| 2017. július 16. 13:30 | (0–6, 0–7, 2–5, 0–6)    |             |                  | Hajós Alfréd Nemzeti Sportuszoda, Budapest Játékvezetők: Diego Garibaldi (ARG), Daniel Daners (URU) |
| 2017. július 16. 13:30 | Barrett, Penney 1       | Jegyzőkönyv | J. Neushul 6     | Hajós Alfréd Nemzeti Sportuszoda, Budapest Játékvezetők: Diego Garibaldi (ARG), Daniel Daners (URU) |

| 2017. július 18. 9:30 | Egyesült Államok        | 12–8        | Spanyolország | Hajós Alfréd Nemzeti Sportuszoda, Budapest Játékvezetők: Diana Dutilh-Dumas (NED), Szrgej Naumov (RUS) |
| 2017. július 18. 9:30 | (6–1, 1–2, 2–2, 3–3)    |             |               | Hajós Alfréd Nemzeti Sportuszoda, Budapest Játékvezetők: Diana Dutilh-Dumas (NED), Szrgej Naumov (RUS) |
| 2017. július 18. 9:30 | Musselman, K. Neushul 3 | Jegyzőkönyv | Espar 3       | Hajós Alfréd Nemzeti Sportuszoda, Budapest Játékvezetők: Diana Dutilh-Dumas (NED), Szrgej Naumov (RUS) |

| 2017. július 18. 10:50 | Új-Zéland            | 8–6         | Dél-afrikai Köztársaság | Hajós Alfréd Nemzeti Sportuszoda, Budapest Játékvezetők: Diego Garibaldi (ARG), Benjamin Mercier (FRA) |
| 2017. július 18. 10:50 | (2–1, 1–2, 1–1, 4–2) |             |                         | Hajós Alfréd Nemzeti Sportuszoda, Budapest Játékvezetők: Diego Garibaldi (ARG), Benjamin Mercier (FRA) |
| 2017. július 18. 10:50 | Hudson, Mason 3      | Jegyzőkönyv | Schooling 2             | Hajós Alfréd Nemzeti Sportuszoda, Budapest Játékvezetők: Diego Garibaldi (ARG), Benjamin Mercier (FRA) |

| 2017. július 20. 18:50 | Új-Zéland            | 7–22        | Egyesült Államok | Hajós Alfréd Nemzeti Sportuszoda, Budapest Játékvezetők: Diego Garibaldi (ARG), Kajivara Joszuke (JPN) |
| 2017. július 20. 18:50 | (2–6, 1–6, 2–6, 2–4) |             |                  | Hajós Alfréd Nemzeti Sportuszoda, Budapest Játékvezetők: Diego Garibaldi (ARG), Kajivara Joszuke (JPN) |
| 2017. július 20. 18:50 | Pye, Stoneman 2      | Jegyzőkönyv | Musselman 4      | Hajós Alfréd Nemzeti Sportuszoda, Budapest Játékvezetők: Diego Garibaldi (ARG), Kajivara Joszuke (JPN) |

| 2017. július 20. 21:30 | Dél-afrikai Köztársaság | 3–17        | Spanyolország | Hajós Alfréd Nemzeti Sportuszoda, Budapest Játékvezetők: Diana Dutilh-Dumas (NED), Viktor Salnichenko (KAZ) |
| 2017. július 20. 21:30 | (1–4, 0–6, 1–2, 1–5)    |             |               | Hajós Alfréd Nemzeti Sportuszoda, Budapest Játékvezetők: Diana Dutilh-Dumas (NED), Viktor Salnichenko (KAZ) |
| 2017. július 20. 21:30 | három játékos 1         | Jegyzőkönyv | Forca 5       | Hajós Alfréd Nemzeti Sportuszoda, Budapest Játékvezetők: Diana Dutilh-Dumas (NED), Viktor Salnichenko (KAZ) |

### C csoport
| Hely. | Csapat           | M | Gy | D | V | G+ | G– | Gk  | P | Továbbjutás                   |
| ----- | ---------------- | - | -- | - | - | -- | -- | --- | - | ----------------------------- |
| 1.    | Magyarország (R) | 3 | 3  | 0 | 0 | 54 | 24 | +30 | 6 | Továbbjutott a negyeddöntőbe  |
| 2.    | Hollandia        | 3 | 2  | 0 | 1 | 45 | 20 | +25 | 4 | Továbbjutott a nyolcaddöntőbe |
| 3.    | Franciaország    | 3 | 1  | 0 | 2 | 16 | 49 | −33 | 2 | Továbbjutott a nyolcaddöntőbe |
| 4.    | Japán            | 3 | 0  | 0 | 3 | 27 | 49 | −22 | 0 |                               |

| 2017. július 16. 17:30 | Hollandia            | 17–2        | Franciaország    | Hajós Alfréd Nemzeti Sportuszoda, Budapest Játékvezetők: Natacha Florestano (BRA), Ni Si-vej (CHN) |
| 2017. július 16. 17:30 | (7–0, 5–0, 3–1, 2–1) |             |                  | Hajós Alfréd Nemzeti Sportuszoda, Budapest Játékvezetők: Natacha Florestano (BRA), Ni Si-vej (CHN) |
| 2017. július 16. 17:30 | Klaassen 4           | Jegyzőkönyv | Mahieu, Millot 1 | Hajós Alfréd Nemzeti Sportuszoda, Budapest Játékvezetők: Natacha Florestano (BRA), Ni Si-vej (CHN) |

| 2017. július 16. 20:10 | Japán                | 11–20       | Magyarország | Hajós Alfréd Nemzeti Sportuszoda, Budapest Játékvezetők: Steven Rotsart (USA), Alessandro Severo (ITA) |
| 2017. július 16. 20:10 | (1–4, 3–8, 2–5, 5–3) |             |              | Hajós Alfréd Nemzeti Sportuszoda, Budapest Játékvezetők: Steven Rotsart (USA), Alessandro Severo (ITA) |
| 2017. július 16. 20:10 | Arima, Jamamoto 4    | Jegyzőkönyv | Bujka 5      | Hajós Alfréd Nemzeti Sportuszoda, Budapest Játékvezetők: Steven Rotsart (USA), Alessandro Severo (ITA) |

| 2017. július 18. 12:10 | Japán                | 8–20        | Hollandia       | Hajós Alfréd Nemzeti Sportuszoda, Budapest Játékvezetők: Mikhail Dykman (CAN), Michael Brooks (NZL) |
| 2017. július 18. 12:10 | (0–7, 5–3, 2–5, 1–5) |             |                 | Hajós Alfréd Nemzeti Sportuszoda, Budapest Játékvezetők: Mikhail Dykman (CAN), Michael Brooks (NZL) |
| 2017. július 18. 12:10 | Arima 3              | Jegyzőkönyv | van der Sloot 6 | Hajós Alfréd Nemzeti Sportuszoda, Budapest Játékvezetők: Mikhail Dykman (CAN), Michael Brooks (NZL) |

| 2017. július 18. 20:10 | Franciaország        | 5–24        | Magyarország    | Hajós Alfréd Nemzeti Sportuszoda, Budapest Játékvezetők: Natacha Florestano (BRA), Ni Si-vej (CHN) |
| 2017. július 18. 20:10 | (0–7, 2–7, 3–6, 0–4) |             |                 | Hajós Alfréd Nemzeti Sportuszoda, Budapest Játékvezetők: Natacha Florestano (BRA), Ni Si-vej (CHN) |
| 2017. július 18. 20:10 | Millot 2             | Jegyzőkönyv | három játékos 4 | Hajós Alfréd Nemzeti Sportuszoda, Budapest Játékvezetők: Natacha Florestano (BRA), Ni Si-vej (CHN) |

| 2017. július 20. 9:30 | Japán                | 8–9         | Franciaország | Hajós Alfréd Nemzeti Sportuszoda, Budapest Játékvezetők: Radoslaw Koryzna (POL), Francesc Buch (ESP) |
| 2017. július 20. 9:30 | (3–3, 0–3, 3–1, 2–2) |             |               | Hajós Alfréd Nemzeti Sportuszoda, Budapest Játékvezetők: Radoslaw Koryzna (POL), Francesc Buch (ESP) |
| 2017. július 20. 9:30 | Szuzuki 2            | Jegyzőkönyv | Millot 4      | Hajós Alfréd Nemzeti Sportuszoda, Budapest Játékvezetők: Radoslaw Koryzna (POL), Francesc Buch (ESP) |

| 2017. július 20. 20:10 | Hollandia            | 8–10        | Magyarország   | Hajós Alfréd Nemzeti Sportuszoda, Budapest Játékvezetők: Alessandro Severo (ITA), Steven Rotsart (USA) |
| 2017. július 20. 20:10 | (2–2, 1–1, 2–4, 3–3) |             |                | Hajós Alfréd Nemzeti Sportuszoda, Budapest Játékvezetők: Alessandro Severo (ITA), Steven Rotsart (USA) |
| 2017. július 20. 20:10 | Smit 4               | Jegyzőkönyv | négy játékos 2 | Hajós Alfréd Nemzeti Sportuszoda, Budapest Játékvezetők: Alessandro Severo (ITA), Steven Rotsart (USA) |

### D csoport
| Hely. | Csapat      | M | Gy | D | V | G+ | G– | Gk  | P | Továbbjutás                   |
| ----- | ----------- | - | -- | - | - | -- | -- | --- | - | ----------------------------- |
| 1.    | Görögország | 3 | 2  | 0 | 1 | 37 | 22 | +15 | 4 | Továbbjutott a negyeddöntőbe  |
| 2.    | Ausztrália  | 3 | 2  | 0 | 1 | 32 | 20 | +12 | 4 | Továbbjutott a nyolcaddöntőbe |
| 3.    | Oroszország | 3 | 2  | 0 | 1 | 29 | 21 | +8  | 4 | Továbbjutott a nyolcaddöntőbe |
| 4.    | Kazahsztán  | 3 | 0  | 0 | 3 | 15 | 50 | −35 | 0 |                               |

1. 1 2 3  a három csapat egymás elleni gólkülönbségei: Görögország +1 gk., Ausztrália 0 gk., Oroszország −1 gk.

| 2017. július 16. 18:50 | Ausztrália           | 16–4        | Kazahsztán | Hajós Alfréd Nemzeti Sportuszoda, Budapest Játékvezetők: Mikhail Dykman (CAN), Dion Willis (RSA) |
| 2017. július 16. 18:50 | (4–1, 4–1, 4–2, 4–0) |             |            | Hajós Alfréd Nemzeti Sportuszoda, Budapest Játékvezetők: Mikhail Dykman (CAN), Dion Willis (RSA) |
| 2017. július 16. 18:50 | Webster 5            | Jegyzőkönyv | Zakirova 2 | Hajós Alfréd Nemzeti Sportuszoda, Budapest Játékvezetők: Mikhail Dykman (CAN), Dion Willis (RSA) |

| 2017. július 16. 21:30 | Oroszország            | 9–7         | Görögország     | Hajós Alfréd Nemzeti Sportuszoda, Budapest Játékvezetők: Francesc Buch (ESP), Adrian Alexandrescu (ROU) |
| 2017. július 16. 21:30 | (2–1, 4–3, 2–3, 1–0)   |             |                 | Hajós Alfréd Nemzeti Sportuszoda, Budapest Játékvezetők: Francesc Buch (ESP), Adrian Alexandrescu (ROU) |
| 2017. július 16. 21:30 | Karimova, Simanovics 3 | Jegyzőkönyv | három játékos 2 | Hajós Alfréd Nemzeti Sportuszoda, Budapest Játékvezetők: Francesc Buch (ESP), Adrian Alexandrescu (ROU) |

| 2017. július 18. 13:30 | Görögország          | 19–5        | Kazahsztán   | Hajós Alfréd Nemzeti Sportuszoda, Budapest Játékvezetők: Daniel Daners (URU), Stanko Ivanovski (MNE) |
| 2017. július 18. 13:30 | (5–0, 4–2, 4–1, 6–2) |             |              | Hajós Alfréd Nemzeti Sportuszoda, Budapest Játékvezetők: Daniel Daners (URU), Stanko Ivanovski (MNE) |
| 2017. július 18. 13:30 | Aszimáki 4           | Jegyzőkönyv | Akilbajeva 3 | Hajós Alfréd Nemzeti Sportuszoda, Budapest Játékvezetők: Daniel Daners (URU), Stanko Ivanovski (MNE) |

| 2017. július 18. 17:30 | Ausztrália           | 8–5         | Oroszország | Hajós Alfréd Nemzeti Sportuszoda, Budapest Játékvezetők: Alessandro Severo (ITA), Francesc Buch (ESP) |
| 2017. július 18. 17:30 | (1–2, 2–1, 3–1, 2–1) |             |             | Hajós Alfréd Nemzeti Sportuszoda, Budapest Játékvezetők: Alessandro Severo (ITA), Francesc Buch (ESP) |
| 2017. július 18. 17:30 | három játékos 2      | Jegyzőkönyv | Boriszova 2 | Hajós Alfréd Nemzeti Sportuszoda, Budapest Játékvezetők: Alessandro Severo (ITA), Francesc Buch (ESP) |

| 2017. július 20. 10:50 | Ausztrália           | 8–11        | Görögország          | Hajós Alfréd Nemzeti Sportuszoda, Budapest Játékvezetők: Adrian Alexandrescu (ROU), Vojin Putniković (SRB) |
| 2017. július 20. 10:50 | (2–2, 3–3, 2–3, 1–3) |             |                      | Hajós Alfréd Nemzeti Sportuszoda, Budapest Játékvezetők: Adrian Alexandrescu (ROU), Vojin Putniković (SRB) |
| 2017. július 20. 10:50 | Gofers 3             | Jegyzőkönyv | Aszimáki, Plevrítu 3 | Hajós Alfréd Nemzeti Sportuszoda, Budapest Játékvezetők: Adrian Alexandrescu (ROU), Vojin Putniković (SRB) |

| 2017. július 20. 12:10 | Oroszország          | 15–6        | Kazahsztán | Hajós Alfréd Nemzeti Sportuszoda, Budapest Játékvezetők: Natacha Florestano (BRA), Mikhail Dykman (CAN) |
| 2017. július 20. 12:10 | (5–1, 3–2, 4–2, 3–1) |             |            | Hajós Alfréd Nemzeti Sportuszoda, Budapest Játékvezetők: Natacha Florestano (BRA), Mikhail Dykman (CAN) |
| 2017. július 20. 12:10 | Simanovics 3         | Jegyzőkönyv | Mirsina 3  | Hajós Alfréd Nemzeti Sportuszoda, Budapest Játékvezetők: Natacha Florestano (BRA), Mikhail Dykman (CAN) |

## Egyenes kieséses szakasz
|  |               |               |               |            |                  |              |               |              |                  |                  |                  |           |               |               |               |            |       |       |
|  | Nyolcaddöntők | Nyolcaddöntők | Nyolcaddöntők |            |                  | Negyeddöntők | Negyeddöntők  | Negyeddöntők |                  |                  | Elődöntők        | Elődöntők | Elődöntők     |               |               | Döntő      | Döntő | Döntő |
|  | Nyolcaddöntők | Nyolcaddöntők | Nyolcaddöntők |            |                  | Negyeddöntők | Negyeddöntők  | Negyeddöntők |                  |                  | Elődöntők        | Elődöntők | Elődöntők     |               |               | Döntő      | Döntő | Döntő |
|  | július 22.    | július 22.    | július 22.    | július 24. | július 24.       | július 24.   |               |              |                  |                  |                  |           |               |               |               |            |       |       |
|  | július 22.    | július 22.    | július 22.    | július 24. | július 24.       | július 24.   |               |              |                  |                  |                  |           |               |               |               |            |       |       |
|  | C2            | Hollandia     | 10            | A1         | Olaszország      | 8            |               |              |                  |                  |                  |           |               |               |               |            |       |       |
|  | C2            | Hollandia     | 10            | A1         | Olaszország      | 8            | július 26.    |              |                  |                  |                  |           |               |               |               |            |       |       |
|  | D3            | Oroszország   | 11            |            |                  |              | Oroszország   | 9            |                  |                  |                  |           |               |               |               |            |       |       |
|  | D3            | Oroszország   | 11            |            |                  |              | Oroszország   | 9            |                  | Oroszország      | Oroszország      | 9         |               |               |               |            |       |       |
|  | július 22.    | július 22.    | július 22.    | július 24. | július 24.       | július 24.   |               |              |                  | Oroszország      | Oroszország      | 9         |               |               |               |            |       |       |
|  | július 22.    | július 22.    | július 22.    | július 24. | július 24.       | július 24.   |               |              | Egyesült Államok | Egyesült Államok | 14               |           |               |               |               |            |       |       |
|  | C3            | Franciaország | 2             | B1         | Egyesült Államok | 7            |               |              | Egyesült Államok | Egyesült Államok | 14               |           |               |               |               |            |       |       |
|  | C3            | Franciaország | 2             | B1         | Egyesült Államok | 7            |               | július 28.   |                  |                  |                  |           |               |               |               |            |       |       |
|  | D2            | Ausztrália    | 16            |            |                  |              | Ausztrália    | 5            |                  |                  |                  |           |               |               |               |            |       |       |
|  | D2            | Ausztrália    | 16            |            |                  |              | Ausztrália    | 5            |                  | Egyesült Államok | Egyesült Államok | 13        |               |               |               |            |       |       |
|  | július 22.    | július 22.    | július 22.    | július 24. | július 24.       | július 24.   |               |              |                  | Egyesült Államok | Egyesült Államok | 13        |               |               |               |            |       |       |
|  | július 22.    | július 22.    | július 22.    | július 24. | július 24.       | július 24.   |               |              | Spanyolország    | Spanyolország    | 6                |           |               |               |               |            |       |       |
|  | A2            | Kanada        | 16            | C1         | Magyarország     | 4            |               |              |                  | Spanyolország    | 6                |           |               |               |               |            |       |       |
|  | A2            | Kanada        | 16            | C1         | Magyarország     | 4            | július 26.    |              |                  |                  |                  |           |               |               |               |            |       |       |
|  | B3            | Új-Zéland     | 3             |            |                  |              | Kanada        | 6            |                  |                  |                  |           |               |               |               |            |       |       |
|  | B3            | Új-Zéland     | 3             |            |                  |              | Kanada        | 6            |                  | Kanada           | Kanada           | 10        | Bronzmérkőzés | Bronzmérkőzés | Bronzmérkőzés |            |       |       |
|  | július 22.    | július 22.    | július 22.    | július 24. | július 24.       | július 24.   |               |              |                  | Kanada           | Kanada           | 10        | Bronzmérkőzés | Bronzmérkőzés | Bronzmérkőzés |            |       |       |
|  | július 22.    | július 22.    | július 22.    | július 24. | július 24.       | július 24.   |               |              | Spanyolország    | Spanyolország    | 12               |           |               | július 28.    | július 28.    | július 28. |       |       |
|  | A3            | Kína          | 5             | D1         | Görögország      | 10 (2)       |               |              | Spanyolország    | Spanyolország    | 12               |           |               | július 28.    | július 28.    | július 28. |       |       |
|  | A3            | Kína          | 5             | D1         | Görögország      | 10 (2)       |               |              |                  |                  |                  |           |               | Oroszország   | Oroszország   | 11         |       |       |
|  | B2            | Spanyolország | 13            |            |                  |              | Spanyolország | 10 (4)       |                  |                  |                  |           |               | Oroszország   | Oroszország   | 11         |       |       |
|  | B2            | Spanyolország | 13            |            |                  |              | Spanyolország | 10 (4)       |                  | Kanada           | Kanada           | 9         |               |               |               |            |       |       |
|  |               |               |               |            |                  |              |               |              |                  | Kanada           | Kanada           | 9         |               |               |               |            |       |       |

### A 13–16. helyért
| 2017. július 22. 10:30 | Brazília             | 10–5        | Dél-afrikai Köztársaság | Hajós Alfréd Nemzeti Sportuszoda, Budapest Játékvezetők: Ni Si-vej (CHN), Daniel Daners (URU) |
| 2017. július 22. 10:30 | (3–1, 2–1, 3–1, 2–2) |             |                         | Hajós Alfréd Nemzeti Sportuszoda, Budapest Játékvezetők: Ni Si-vej (CHN), Daniel Daners (URU) |
| 2017. július 22. 10:30 | Abla 5               | Jegyzőkönyv | Hallendorff 2           | Hajós Alfréd Nemzeti Sportuszoda, Budapest Játékvezetők: Ni Si-vej (CHN), Daniel Daners (URU) |

| 2017. július 22. 12:00 | Japán                | 17–8        | Kazahsztán | Hajós Alfréd Nemzeti Sportuszoda, Budapest Játékvezetők: Diego Garibaldi (ARG), Michael Brooks (NZL) |
| 2017. július 22. 12:00 | (3–1, 2–1, 7–4, 5–2) |             |            | Hajós Alfréd Nemzeti Sportuszoda, Budapest Játékvezetők: Diego Garibaldi (ARG), Michael Brooks (NZL) |
| 2017. július 22. 12:00 | Arima, Szakanoue 4   | Jegyzőkönyv | Mirshina 4 | Hajós Alfréd Nemzeti Sportuszoda, Budapest Játékvezetők: Diego Garibaldi (ARG), Michael Brooks (NZL) |

### Nyolcaddöntők
| 2017. július 22. 17:30 | Kanada               | 16–3        | Új-Zéland       | Hajós Alfréd Nemzeti Sportuszoda, Budapest Játékvezetők: Natacha Florestano (BRA), Viktor Salnichenko (KAZ) |
| 2017. július 22. 17:30 | (5–1, 4–1, 3–0, 4–1) |             |                 | Hajós Alfréd Nemzeti Sportuszoda, Budapest Játékvezetők: Natacha Florestano (BRA), Viktor Salnichenko (KAZ) |
| 2017. július 22. 17:30 | Békhazi 4            | Jegyzőkönyv | három játékos 1 | Hajós Alfréd Nemzeti Sportuszoda, Budapest Játékvezetők: Natacha Florestano (BRA), Viktor Salnichenko (KAZ) |

| 2017. július 22. 19:00 | Kína                 | 5–13        | Spanyolország | Hajós Alfréd Nemzeti Sportuszoda, Budapest Játékvezetők: Diana Dutilh-Dumas (NED), Steven Rotsart (USA) |
| 2017. július 22. 19:00 | (2–1, 1–4, 1–5, 1–3) |             |               | Hajós Alfréd Nemzeti Sportuszoda, Budapest Játékvezetők: Diana Dutilh-Dumas (NED), Steven Rotsart (USA) |
| 2017. július 22. 19:00 | Csao 2               | Jegyzőkönyv | B. Ortiz 4    | Hajós Alfréd Nemzeti Sportuszoda, Budapest Játékvezetők: Diana Dutilh-Dumas (NED), Steven Rotsart (USA) |

| 2017. július 22. 20:30 | Hollandia            | 10–11       | Oroszország  | Hajós Alfréd Nemzeti Sportuszoda, Budapest Játékvezetők: Georgiosz Sztavridisz (GRE), Daniel Flahive (AUS) |
| 2017. július 22. 20:30 | (2–4, 4–3, 2–3, 2–1) |             |              | Hajós Alfréd Nemzeti Sportuszoda, Budapest Játékvezetők: Georgiosz Sztavridisz (GRE), Daniel Flahive (AUS) |
| 2017. július 22. 20:30 | Stomphorst 3         | Jegyzőkönyv | Prokofjeva 3 | Hajós Alfréd Nemzeti Sportuszoda, Budapest Játékvezetők: Georgiosz Sztavridisz (GRE), Daniel Flahive (AUS) |

| 2017. július 22. 22:00 | Franciaország        | 2–16        | Ausztrália | Hajós Alfréd Nemzeti Sportuszoda, Budapest Játékvezetők: Dion Willis (RSA), Mikhail Dykman (CAN) |
| 2017. július 22. 22:00 | (0–5, 0–4, 1–1, 1–6) |             |            | Hajós Alfréd Nemzeti Sportuszoda, Budapest Játékvezetők: Dion Willis (RSA), Mikhail Dykman (CAN) |
| 2017. július 22. 22:00 | Battu, Millot 1      | Jegyzőkönyv | Arancini 4 | Hajós Alfréd Nemzeti Sportuszoda, Budapest Játékvezetők: Dion Willis (RSA), Mikhail Dykman (CAN) |

### A 9–12. helyért
| 2017. július 24. 12:10 | Új-Zéland            | 4–19        | Hollandia      | Hajós Alfréd Nemzeti Sportuszoda, Budapest Játékvezetők: Diego Garibaldi (ARG), Kadzsivara Joszuke (JPN) |
| 2017. július 24. 12:10 | (1–5, 1–6, 1–3, 1–5) |             |                | Hajós Alfréd Nemzeti Sportuszoda, Budapest Játékvezetők: Diego Garibaldi (ARG), Kadzsivara Joszuke (JPN) |
| 2017. július 24. 12:10 | négy játékos 1       | Jegyzőkönyv | négy játékos 3 | Hajós Alfréd Nemzeti Sportuszoda, Budapest Játékvezetők: Diego Garibaldi (ARG), Kadzsivara Joszuke (JPN) |

| 2017. július 24. 13:30 | Kína                 | 13–5        | Franciaország | Hajós Alfréd Nemzeti Sportuszoda, Budapest Játékvezetők: Natacha Florestano (BRA), Nader Ghaufouri (IRI) |
| 2017. július 24. 13:30 | (3–2, 3–2, 4–1, 3–0) |             |               | Hajós Alfréd Nemzeti Sportuszoda, Budapest Játékvezetők: Natacha Florestano (BRA), Nader Ghaufouri (IRI) |
| 2017. július 24. 13:30 | Niu 3                | Jegyzőkönyv | Sacre 2       | Hajós Alfréd Nemzeti Sportuszoda, Budapest Játékvezetők: Natacha Florestano (BRA), Nader Ghaufouri (IRI) |

### Negyeddöntők
| 2017. július 24. 14:50 | Olaszország          | 8–9         | Oroszország | Hajós Alfréd Nemzeti Sportuszoda, Budapest Játékvezetők: Georgiosz Sztavridisz (GRE), Adrian Alexandrescu (ROU) |
| 2017. július 24. 14:50 | (0–3, 4–1, 3–3, 1–2) |             |             | Hajós Alfréd Nemzeti Sportuszoda, Budapest Játékvezetők: Georgiosz Sztavridisz (GRE), Adrian Alexandrescu (ROU) |
| 2017. július 24. 14:50 | Emmolo 3             | Jegyzőkönyv | Ivanova 3   | Hajós Alfréd Nemzeti Sportuszoda, Budapest Játékvezetők: Georgiosz Sztavridisz (GRE), Adrian Alexandrescu (ROU) |

| 2017. július 24. 16:10 | Egyesült Államok     | 7–5         | Ausztrália | Hajós Alfréd Nemzeti Sportuszoda, Budapest Játékvezetők: Francesc Buch (ESP), Frank Ohme (GER) |
| 2017. július 24. 16:10 | (0–0, 3–0, 2–2, 2–3) |             |            | Hajós Alfréd Nemzeti Sportuszoda, Budapest Játékvezetők: Francesc Buch (ESP), Frank Ohme (GER) |
| 2017. július 24. 16:10 | Musselman, Raney 2   | Jegyzőkönyv | Gofers 4   | Hajós Alfréd Nemzeti Sportuszoda, Budapest Játékvezetők: Francesc Buch (ESP), Frank Ohme (GER) |

| 2017. július 24. 20:30 | Magyarország         | 4–6         | Kanada   | Hajós Alfréd Nemzeti Sportuszoda, Budapest Játékvezetők: Alessandro Severo (ITA), Steven Rotsart (USA) |
| 2017. július 24. 20:30 | (0–1, 4–3, 0–1, 0–1) |             |          | Hajós Alfréd Nemzeti Sportuszoda, Budapest Játékvezetők: Alessandro Severo (ITA), Steven Rotsart (USA) |
| 2017. július 24. 20:30 | négy játékos 1       | Jegyzőkönyv | Eggens 5 | Hajós Alfréd Nemzeti Sportuszoda, Budapest Játékvezetők: Alessandro Severo (ITA), Steven Rotsart (USA) |

| 2017. július 24. 22:00 | Görögország          | 10–10       | Spanyolország | Hajós Alfréd Nemzeti Sportuszoda, Budapest Játékvezetők: Szergej Naumov (RUS), Vojin Putniković (SRB) |
| 2017. július 24. 22:00 | (3–2, 2–2, 2–2, 3–4) |             |               | Hajós Alfréd Nemzeti Sportuszoda, Budapest Játékvezetők: Szergej Naumov (RUS), Vojin Putniković (SRB) |
| 2017. július 24. 22:00 | Kócia 3              | Jegyzőkönyv | Ortiz 4       | Hajós Alfréd Nemzeti Sportuszoda, Budapest Játékvezetők: Szergej Naumov (RUS), Vojin Putniković (SRB) |
| 2017. július 24. 22:00 | Büntetőpárbaj:       |             |               | Hajós Alfréd Nemzeti Sportuszoda, Budapest Játékvezetők: Szergej Naumov (RUS), Vojin Putniković (SRB) |
| 2017. július 24. 22:00 | 2–4                  |             |               | Hajós Alfréd Nemzeti Sportuszoda, Budapest Játékvezetők: Szergej Naumov (RUS), Vojin Putniković (SRB) |

### Az 5–8. helyért
| 2017. július 26. 13:30 | Olaszország          | 11–11       | Ausztrália | Hajós Alfréd Nemzeti Sportuszoda, Budapest Játékvezetők: Szergej Naumov (RUS), Steven Rotsart (USA) |
| 2017. július 26. 13:30 | (5–3, 2–3, 1–3, 3–2) |             |            | Hajós Alfréd Nemzeti Sportuszoda, Budapest Játékvezetők: Szergej Naumov (RUS), Steven Rotsart (USA) |
| 2017. július 26. 13:30 | Bianconi 5           | Jegyzőkönyv | Webster 4  | Hajós Alfréd Nemzeti Sportuszoda, Budapest Játékvezetők: Szergej Naumov (RUS), Steven Rotsart (USA) |
| 2017. július 26. 13:30 | Büntetőpárbaj:       |             |            | Hajós Alfréd Nemzeti Sportuszoda, Budapest Játékvezetők: Szergej Naumov (RUS), Steven Rotsart (USA) |
| 2017. július 26. 13:30 | 7–6                  |             |            | Hajós Alfréd Nemzeti Sportuszoda, Budapest Játékvezetők: Szergej Naumov (RUS), Steven Rotsart (USA) |

| 2017. július 26. 15:00 | Magyarország         | 10–9        | Görögország | Hajós Alfréd Nemzeti Sportuszoda, Budapest Játékvezetők: Andrej Franulović (CRO), Benjamin Mercier (FRA) |
| 2017. július 26. 15:00 | (2–4, 1–2, 5–0, 2–3) |             |             | Hajós Alfréd Nemzeti Sportuszoda, Budapest Játékvezetők: Andrej Franulović (CRO), Benjamin Mercier (FRA) |
| 2017. július 26. 15:00 | Keszthelyi 3         | Jegyzőkönyv | Cukalá 3    | Hajós Alfréd Nemzeti Sportuszoda, Budapest Játékvezetők: Andrej Franulović (CRO), Benjamin Mercier (FRA) |

### Elődöntők
| 2017. július 26. 20:30 | Oroszország          | 9–14        | Egyesült Államok | Hajós Alfréd Nemzeti Sportuszoda, Budapest Játékvezetők: Adrian Alexandrescu (ROU), Vojin Putniković (SRB) |
| 2017. július 26. 20:30 | (4–5, 1–6, 2–2, 2–1) |             |                  | Hajós Alfréd Nemzeti Sportuszoda, Budapest Játékvezetők: Adrian Alexandrescu (ROU), Vojin Putniković (SRB) |
| 2017. július 26. 20:30 | Prokofjeva 3         | Jegyzőkönyv | Musselman 4      | Hajós Alfréd Nemzeti Sportuszoda, Budapest Játékvezetők: Adrian Alexandrescu (ROU), Vojin Putniković (SRB) |

| 2017. július 26. 22:00 | Kanada                | 10–12       | Spanyolország | Hajós Alfréd Nemzeti Sportuszoda, Budapest Játékvezetők: Georgiosz Sztavridisz (GRE), Alessandro Severo (ITA) |
| 2017. július 26. 22:00 | (2–4, 2–3, 2–2, 4–3)  |             |               | Hajós Alfréd Nemzeti Sportuszoda, Budapest Játékvezetők: Georgiosz Sztavridisz (GRE), Alessandro Severo (ITA) |
| 2017. július 26. 22:00 | Christmas, Fournier 3 | Jegyzőkönyv | Gual 5        | Hajós Alfréd Nemzeti Sportuszoda, Budapest Játékvezetők: Georgiosz Sztavridisz (GRE), Alessandro Severo (ITA) |

### A 15. helyért
| 2017. július 24. 9:30 | Dél-afrikai Köztársaság | 4–6         | Kazahsztán   | Hajós Alfréd Nemzeti Sportuszoda, Budapest Játékvezetők: Ni Sivej (CHN), Benjamin Mercier (FRA) |
| 2017. július 24. 9:30 | (1–2, 2–2, 1–0, 0–2)    |             |              | Hajós Alfréd Nemzeti Sportuszoda, Budapest Játékvezetők: Ni Sivej (CHN), Benjamin Mercier (FRA) |
| 2017. július 24. 9:30 | Smit 2                  | Jegyzőkönyv | Akilbajeva 2 | Hajós Alfréd Nemzeti Sportuszoda, Budapest Játékvezetők: Ni Sivej (CHN), Benjamin Mercier (FRA) |

### A 13. helyért
| 2017. július 24. 10:50 | Brazília             | 9–11        | Japán       | Hajós Alfréd Nemzeti Sportuszoda, Budapest Játékvezetők: Daniel Daners (URU), Dion Willis (RSA) |
| 2017. július 24. 10:50 | (2–2, 2–6, 2–1, 3–2) |             |             | Hajós Alfréd Nemzeti Sportuszoda, Budapest Játékvezetők: Daniel Daners (URU), Dion Willis (RSA) |
| 2017. július 24. 10:50 | Abla 4               | Jegyzőkönyv | Szakanoue 4 | Hajós Alfréd Nemzeti Sportuszoda, Budapest Játékvezetők: Daniel Daners (URU), Dion Willis (RSA) |

### A 11. helyért
| 2017. július 26. 10:30 | Új-Zéland            | 7–9         | Franciaország   | Hajós Alfréd Nemzeti Sportuszoda, Budapest Játékvezetők: Diego Garibaldi (ARG), Kadzsivara Joszuke (JPN) |
| 2017. július 26. 10:30 | (1–0, 2–2, 1–5, 3–2) |             |                 | Hajós Alfréd Nemzeti Sportuszoda, Budapest Játékvezetők: Diego Garibaldi (ARG), Kadzsivara Joszuke (JPN) |
| 2017. július 26. 10:30 | Mason 2              | Jegyzőkönyv | három játékos 2 | Hajós Alfréd Nemzeti Sportuszoda, Budapest Játékvezetők: Diego Garibaldi (ARG), Kadzsivara Joszuke (JPN) |

### A 9. helyért
| 2017. július 26. 12:00 | Hollandia            | 14–7        | Kína            | Hajós Alfréd Nemzeti Sportuszoda, Budapest Játékvezetők: Natacha Florestano (BRA), Dion Willis (RSA) |
| 2017. július 26. 12:00 | (2–2, 5–2, 2–1, 5–2) |             |                 | Hajós Alfréd Nemzeti Sportuszoda, Budapest Játékvezetők: Natacha Florestano (BRA), Dion Willis (RSA) |
| 2017. július 26. 12:00 | Nijhuis 4            | Jegyzőkönyv | három játékos 2 | Hajós Alfréd Nemzeti Sportuszoda, Budapest Játékvezetők: Natacha Florestano (BRA), Dion Willis (RSA) |

### A 7. helyért
| 2017. július 28. 12:00 | Ausztrália           | 6–8         | Görögország | Hajós Alfréd Nemzeti Sportuszoda, Budapest Játékvezetők: Natacha Florestano (BRA), Andrej Franulović (CRO) |
| 2017. július 28. 12:00 | (0–1, 1–4, 3–3, 2–0) |             |             | Hajós Alfréd Nemzeti Sportuszoda, Budapest Játékvezetők: Natacha Florestano (BRA), Andrej Franulović (CRO) |
| 2017. július 28. 12:00 | hat játékos 1        | Jegyzőkönyv | Cukalá 3    | Hajós Alfréd Nemzeti Sportuszoda, Budapest Játékvezetők: Natacha Florestano (BRA), Andrej Franulović (CRO) |

### Az 5. helyért
| 2017. július 28. 13:30 | Olaszország           | 8–10        | Magyarország | Hajós Alfréd Nemzeti Sportuszoda, Budapest Játékvezetők: Steven Rotsart (USA), Francesc Buch (ESP) |
| 2017. július 28. 13:30 | (2–3, 2–3, 2–2, 2–2)  |             |              | Hajós Alfréd Nemzeti Sportuszoda, Budapest Játékvezetők: Steven Rotsart (USA), Francesc Buch (ESP) |
| 2017. július 28. 13:30 | Garibotti, Bianconi 4 | Jegyzőkönyv | Keszthelyi 3 | Hajós Alfréd Nemzeti Sportuszoda, Budapest Játékvezetők: Steven Rotsart (USA), Francesc Buch (ESP) |

### Bronzmérkőzés
| 2017. július 28. 15:00 | Oroszország          | 11–9        | Kanada   | Hajós Alfréd Nemzeti Sportuszoda, Budapest Játékvezetők: Molnár Péter (HUN), Vojin Putniković (SRB) |
| 2017. július 28. 15:00 | (3–3, 4–2, 2–2, 2–2) |             |          | Hajós Alfréd Nemzeti Sportuszoda, Budapest Játékvezetők: Molnár Péter (HUN), Vojin Putniković (SRB) |
| 2017. július 28. 15:00 | Rizskova 3           | Jegyzőkönyv | Eggens 4 | Hajós Alfréd Nemzeti Sportuszoda, Budapest Játékvezetők: Molnár Péter (HUN), Vojin Putniković (SRB) |

### Döntő
| 2017. július 28. 20:30 | Egyesült Államok     | 13–6        | Spanyolország | Hajós Alfréd Nemzeti Sportuszoda, Budapest Játékvezetők: Diana Dutilh-Dumas (NED), Daniel Flahive (AUS) |
| 2017. július 28. 20:30 | (2–1, 3–2, 5–2, 3–1) |             |               | Hajós Alfréd Nemzeti Sportuszoda, Budapest Játékvezetők: Diana Dutilh-Dumas (NED), Daniel Flahive (AUS) |
| 2017. július 28. 20:30 | K. Neushul 4         | Jegyzőkönyv | Espar 3       | Hajós Alfréd Nemzeti Sportuszoda, Budapest Játékvezetők: Diana Dutilh-Dumas (NED), Daniel Flahive (AUS) |

| A 2017-es női vízilabda-világbajnokság győztese |
| ----------------------------------------------- |
| · Egyesült Államok · 5. cím                     |

## Végeredmény
| Helyezés | Csapat                  |
| -------- | ----------------------- |
| Arany    | Egyesült Államok        |
| Ezüst    | Spanyolország           |
| Bronz    | Oroszország             |
| 4.       | Kanada                  |
|          |                         |
| 5.       | Magyarország            |
| 6.       | Olaszország             |
| 7.       | Görögország             |
| 8.       | Ausztrália              |
|          |                         |
| 9.       | Hollandia               |
| 10.      | Kína                    |
| 11.      | Franciaország           |
| 12.      | Új-Zéland               |
|          |                         |
| 13.      | Japán                   |
| 14.      | Brazília                |
| 15.      | Kazahsztán              |
| 16.      | Dél-afrikai Köztársaság |

## Díjak
A világbajnokság után a következő díjakat osztották ki:
| Gólkirály - Roberta Bianconi – 20 gól Legértékesebb játékos (FINA) - Kiley Neushul Legjobb kapus (FINA) - Laura Ester Legértékesebb játékos (média) - Madeline Mussalman | Média All-Star csapat - Laura Ester – kapus - Paula Leiton - Keszthelyi Rita - Roberta Bianconi - Monika Eggens - Rachel Fattal - Madeline Mussalman |